# Japanologija
Japanologija je znanost koja se bavi japanskim jezikom, japanskom kulturom, japanskom poviješću i japanskom književnošću, umjetnošću, znanošću itd.

## Poznati japanolozi
- Vladimir Devidé‎ (1925. ÷ 2010.)